# Nairo Quintana
Pour les articles homonymes, voir Quintana.
Quintana  Rojas est un nom espagnol. Le premier nom de famille, en général paternel, est Quintana ; le second, en général maternel, souvent omis, est Rojas.
Nairo Alexander Quintana Rojas, né le 4 février 1990 à Tunja, est un coureur cycliste colombien. Il a notamment remporté le Tour d'Italie 2014 et le Tour d'Espagne 2016 et il a terminé à trois reprises sur le podium du Tour de France (deuxième en 2013 et 2015, troisième en 2016). Il est considéré comme l'un des meilleurs cyclistes sur route de l'histoire colombienne.
Sa carrière a été ternie par deux contrôles positifs au tramadol en 2022, qui lui ont valu d'être disqualifié du Tour de France.

## Biographie

### Enfance et carrière amateur
Nairo Quintana commence le cyclisme grâce à un vélo offert par son père lorsqu'il a huit ans. Habitant dans un village perché à 2 800 mètres d'altitude, il est prédisposé à perfectionner ses talents de grimpeur. Il est décrit par son père comme « une personne humble, il est très aimé ». Ses parents s'appellent Luis Quintana et Eloisa Rojas, et il a quatre frères et sœurs : les sœurs Nelly et Lady, et les frères Willington et Dayer.
À l'âge de 15 ans, il a été heurté par un taxi alors qu'il circulait, le laissant dans le coma pendant cinq jours. Malgré cela, son père, fan de cyclisme, a reconnu le potentiel de Nairo et a dépensé 300 000 pesos colombiens (environ 69,44€) pour un vélo de course pour voir si Nairo pouvait faire carrière dans ce sport. À l'âge de 16 ans, il a également commencé à travailler comme chauffeur de taxi en utilisant la voiture de son père.
Après avoir été champion de Colombie espoirs contre-la-montre en 2009 au sein de l'équipe Boyacá es Para Vivirla, il signe en 2010 dans l'équipe Café de Colombia-Colombia es Pasión, une équipe qui a pour objectif de préparer ses coureurs à intégrer le peloton européen.
Durant la saison 2010, il remporte les sixième et septième étapes du Tour de l'Avenir, une étape de montagne et un contre-la-montre en côte à Risoul, et s'adjuge la victoire finale devant Andrew Talansky et son compatriote Jarlinson Pantano.

### Saison 2012: les débuts au plus haut niveau

#### Première partie de saison
Nairo Quintana signe pour la saison 2012 dans l'équipe espagnole Movistar. Il vit alors à Pampelune dans l'appartement de son compatriote Sergio Henao.
Il commence l'année en Europe par le Trofeo Migjorn, deuxième manche du Challenge de Majorque. Il termine attardé à la suite d'une cassure, provoquée par une chute. Deux jours plus tard, il est aligné par son équipe au Tour méditerranéen. Il y subit la supériorité de Jonathan Tiernan-Locke, notamment lors de la quatrième et dernière étape, où il termine à vingt-sept secondes du Britannique, au sein d'un peloton qui se dispute la cinquième place. Il achève le Tour Méd à la vingt-deuxième place (dans le même temps que le sixième) avec un retard qui, par le jeu des bonifications, s'élève à vingt secondes de plus. Le week-end suivant, il prend le départ du Tour du Haut-Var et, malgré la nouvelle victoire de Tiernan-Locke, il est le seul à rivaliser, passant, par exemple, le Mur de Montauroux juste derrière lui. Il finit premier de son équipe en se classant douzième.
Début mars, le coureur prend sa revanche sur l'Anglais. Il dispute le Tour de Murcie qui, cette année, est réduit à deux jours pour raison financière. Il se compose alors d'un contre-la-montre précédé, la veille, d'une étape de montagne. Lors de celle-ci, Jonathan Tiernan-Locke attaque au pied de la dernière difficulté de l'étape (le Collado Bermejo et ses 7,3 kilomètres à 7,1 %). Seul Nairo Quintana peut suivre et, à 1,5 km du sommet, dépose le Britannique. Quintana négocie parfaitement la descente et remporte l'étape, devançant ses premiers poursuivants d'une quinzaine de secondes. C'est sa première victoire professionnelle sur un circuit continental de l'UCI. Avec un optimisme mesuré, il aborde le contre-la-montre individuel qui clôt le Tour de Murcie. Car il n'a jamais travaillé spécifiquement cet exercice. Cependant, en terminant à 32 secondes du vainqueur d'étape et surtout à seulement 10 secondes de Tiernan-Locke, il remporte la 32e édition de l'épreuve.
Deux semaines plus tard, il est au départ du Tour de Catalogne. Bien qu'arrivant six jours sur sept dans le peloton, il subit une bordure dans la deuxième étape qui le prive de tout espoir de bien figurer au classement général. Il le termine anonymement à la 26e place.
Plus d'un mois après sa dernière course, il se classe deuxième du Tour de la communauté de Madrid. Lors de la première étape, un contre-la-montre, il finit premier Colombien, à 44 secondes de son coéquipier Jonathan Castroviejo. Le lendemain, lors de la seconde étape qui se termine au Puerto de la Morcuera (es), Quintana s'extirpe du petit groupe du leader, à 4 km de l'arrivée. Il finit deuxième, à près de deux minutes du vainqueur de l'étape et du général, Sergey Firsanov.
Début juin, il fait partie de l'équipe engagée par la formation Movistar au Critérium du Dauphiné. Lors de la sixième étape, contrôlée par l'équipe Sky qui impose un tempo très rapide pour son leader Bradley Wiggins, il est le seul à pouvoir s'extirper du petit groupe de tête dans l'ascension du col de Joux Plane. Il revient sur Brice Feillu et le dépose. Il entame, en première position, la descente sur Morzine et remporte la victoire, en réussissant à garder, sur la ligne, vingt-quatre secondes sur le groupe de Wiggins et un peu moins sur Cadel Evans, échappé dans la descente.
Une semaine plus tard, il remporte sa quatrième victoire. La troisième étape de la Route du Sud est réservée aux grimpeurs. Le parcours passe par les cols du Tourmalet, du Soulor et de Spandelles. Les meilleurs se regroupent en tête, au pied de la dernière difficulté, où Quintana réalise un exploit. Il les attaque et relègue Hubert Dupont, pourtant réputé bon grimpeur (16e du Tour d'Italie 2012) à plus d'une minute au sommet et Anthony Charteau à plus de trois. Il maintient son avantage dans la descente, pour obtenir à l'arrivée à Arras-en-Lavedan, 1 min 11 s sur le premier et 3 min 49 s sur le second. Ce sont les deux seuls coureurs terminant à moins de cinq minutes du Colombien. Le dixième de l'étape finit à plus de douze minutes. Nairo Quintana endosse par la même occasion le maillot de leader. Il confie aux reporters de son pays, être très content de son résultat mais être complètement mort, car l'étape a été très dure (plus de six heures de vélo, un parcours de 210 km et tous ces cols à franchir). Il envisage, pour le lendemain, que ses coéquipiers contrôlent le début d'étape puis que les équipes de sprinters prennent le relais. Il confie également s'envoler pour la Colombie, la semaine suivante, clôturant ainsi son début de saison. Il rentre chez lui pour se reposer et préparer le Tour d'Espagne. La dernière étape se déroule selon les plans de la Movistar. Dans la première partie, accidentée, les équipiers de Quintana contrôlent une échappée, puis lors des quarante derniers kilomètres, relativement plats, le peloton roule, pour l'avaler à quatre kilomètres de l'arrivée. L'étape se termine au sprint. Quintana remporte la Route du Sud 2012, sans avoir été inquiété, le dernier jour.
Après cette victoire, il déclare ne pas avoir été surpris par son rendement, pour sa première demi-saison dans une équipe de l'UCI World Tour. Pour lui, c'est le fruit d'une rapide maturation, fruit du travail des années précédentes et de sa rencontre avec les techniciens de sa nouvelle formation. Il affirme s'être amélioré en tout, que cela soit dans les ascensions ou les descentes et même les contre-la-montre. Il participera au Tour d'Espagne pour aider Juan José Cobo à conserver son titre. Les coureurs français l'ayant découvert cette saison, eux par contre, sont impressionnés. Le numéro dans la sixième étape du Dauphiné a marqué les esprits et bon nombre prirent le départ de la Route du Sud en étant persuadé qu'il gagnerait l'épreuve.
Quelques jours avant le début du Tour d'Espagne, il dispute la Classique de Saint-Sébastien. Il attaque lors de la première ascension du Jaizkibel puis rentre dans le rang pour finir la course à la 83e place.

#### Tour d'Espagne: premier grand tour

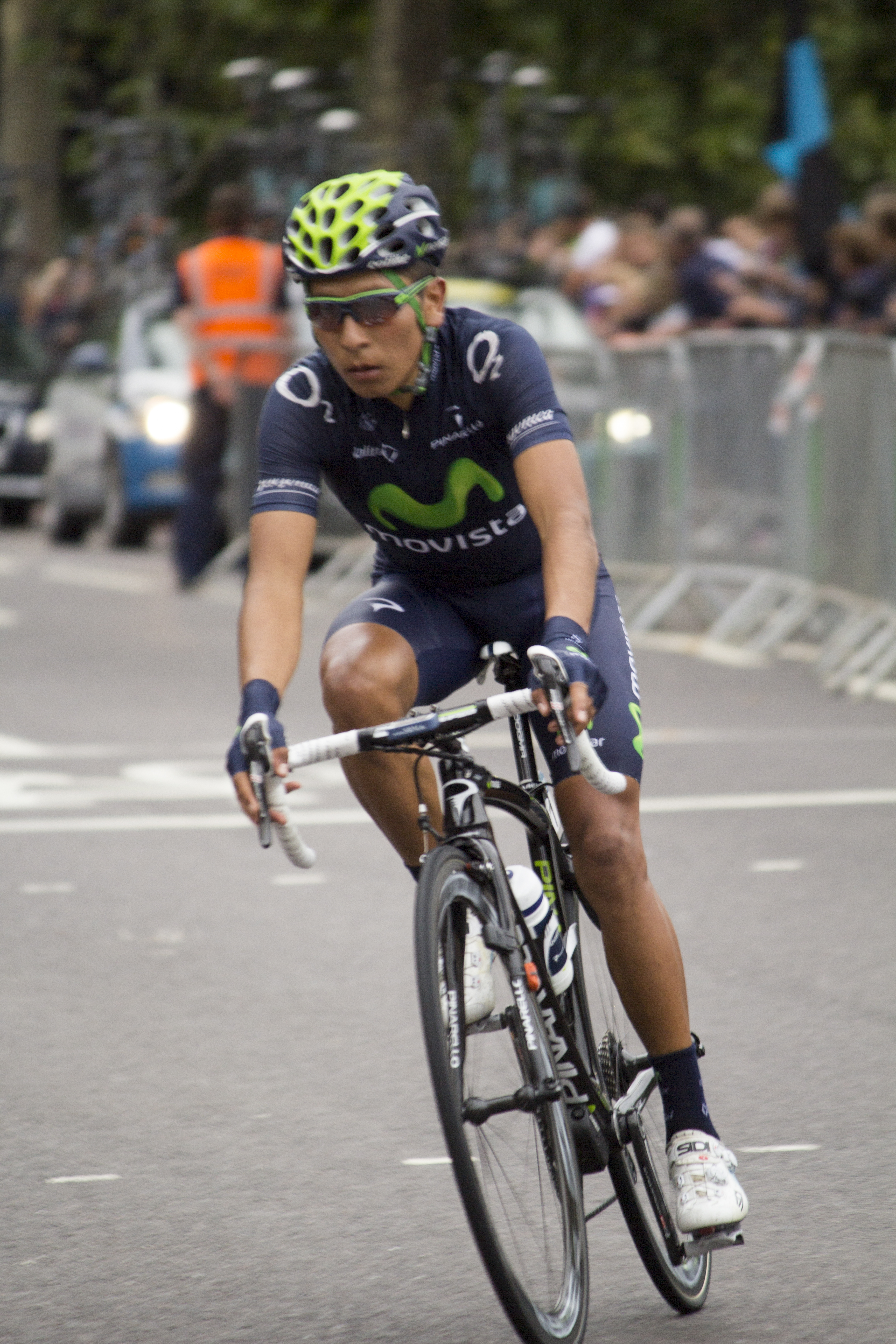
Quintana sur le Tour de Grande-Bretagne 2013.

Le Tour d'Espagne commence par un contre-la-montre par équipe où sa formation crée la surprise en remportant l'étape. Nairo se retrouve, ainsi, quatrième au classement général provisoire, dans le même temps que son équipier Jonathan Castroviejo. Il grimpe jusqu'au deuxième rang dès le lendemain. Lors de la troisième étape qui se termine par la montée au sanctuaire d'Arrate, le Colombien est attendu mais dans un mauvais jour, il déçoit et perd près de trois minutes. Le lendemain, à trente kilomètres de l'arrivée, au moment où l'équipe Sky cherche à provoquer une bordure, Quintana chute, en même temps, que son leader Alejandro Valverde. Ils se relèvent mais se retrouvent à une minute du premier groupe. Dès les premiers mètres de l'ascension vers la station de Valdezcaray, Quintana attaque sèchement pour tenter de ramener Valverde sur la tête de la course, ils reviennent à trente secondes. Mais Quintana ne peut accompagner longtemps son leader et doit le laisser partir, il termine à plus de neuf minutes du vainqueur de l'étape.
Lors de la sixième étape, Nairo travaille pour son leader. Il se place devant le peloton, dans le col de l'Oroel et accélère brutalement. Nombreux sont les coureurs lâchés, sur son action. Pourtant Nairo perd régulièrement du temps, notamment après sa chute, survenue à une dizaine de kilomètres de l'arrivée, ce même jour. Il se retrouve au matin de la première des trois étapes en Asturies, à cinquante-cinq minutes du leader. Arrivé confiant sur le Tour d'Espagne, après avoir réalisé un bon test sur la Classique de Saint-Sébastien, il pensait réussir mieux son début de Tour. Il met sur le compte des fortes chaleurs de la première semaine son manque de résultats, n'ayant pas l'habitude de températures si élevées dans sa région natale.
Pourtant dès les forts pourcentages asturians, il se retrouve. Par exemple, lors de la quinzième étape, il est le seul capable d'accompagner les trois premiers du général Joaquim Rodríguez, Alberto Contador et Alejandro Valverde dans la montée vers les lacs de Covadonga, où il appuie efficacement son leader. Le jour suivant, il est encore là, au soutien de Valverde. Il tente, même, une échappée dans les deux derniers kilomètres, mais Contador le contre sèchement et il ne peut suivre le trio. Il termine, néanmoins, sixième de l'étape (son meilleur résultat sur cette Vuelta). Même en plaine, pendant la dix-septième étape, il est encore présent pour relayer avantageusement Valverde, lancé à la poursuite de Contador, dans sa quête de la deuxième place du général.
À une trentaine de kilomètres de l'arrivée de la dix-huitième étape, Linus Gerdemann tombe dans le peloton, Quintana, placé deux rangs derrière lui, ne peut éviter la chute. Il se relève avec quelques ecchymoses et le souffle coupé. Le lendemain, il souffre des séquelles de sa chute et se relève à une trentaine de kilomètres de l'arrivée. Il termine à plus de six minutes du vainqueur dans un groupe d'attardés. Le jour suivant, Quintana n'est pas au mieux, non plus, lui qui espérait tenir un rôle important dans cette vingtième étape, avec notamment la montée finale vers Bola del Mundo (et ses passages à plus de 20 %). Il prend finalement la 36e place de cette Vuelta. Il se dit content de son Tour d'Espagne. Il est satisfait du travail qu'il a pu accomplir pour son leader Valverde et pour le classement par équipes (que sa formation remporte). Sachant que c'était la première fois qu'il dépassait huit jours de course consécutifs, il a constaté avec plaisir qu'il s'améliorait de jour en jour.

#### Fin de saison
Alors qu'il dispute encore le Tour d'Espagne, il apprend officiellement sa sélection pour les championnats du monde. Cette convocation lui fait très plaisir. Constatant la forme actuelle des sélectionnés colombiens et un tracé susceptible de bien leur convenir, il croit qu'ils pourront remplir d'allégresse leurs supporters. Il dit avoir prouvé son niveau et espère pouvoir le démontrer ce jour-là. Pourtant dans le Limbourg néerlandais, il ne peut peser sur la course. Il termine anonymement à la 69e place.
Mais au Tour de Lombardie, il se montre à son avantage, notamment dans la montée du Ghisallo. Encore en course pour la victoire au pied de l'ultime difficulté à Villa Vergano (it), il ne peut contrer l'accélération de Joaquim Rodríguez. Il bascule au sommet avec une dizaine de secondes de retard et se retrouve dans un petit groupe qui se dispute la deuxième place. Il prend la onzième place finale. Sa dernière victoire de l'année, il l'obtient dans le renommé Tour d'Émilie. L'épreuve se termine par un circuit à effectuer cinq fois, avec comme principale difficulté, l'ascension de la Madonna di San Luca à Bologne. Le peloton se disloque sous la répétition des efforts et rapidement, seuls huit hommes peuvent prétendre à la victoire. Ne restant plus qu'à quatre, Quintana attaque à six cents mètres de la ligne et s'impose en solitaire. Ce succès porte à sept son nombre de victoires pour l'année 2012, . Il clôt celle-ci, le lendemain, en disputant le GP Beghelli. Deux jours plus tard, il rentre en Colombie pour retrouver sa famille et prendre quelques jours de congés, avant d'attaquer la nouvelle saison. Il se dit satisfait de son année, content d'avoir été performant du début à la fin. Il espère que les suivantes lui ressembleront.
Début novembre, Nairo Quintana, déjà sous contrat jusqu'en 2013 avec Abarca Sports, société de l'équipe sponsorisée par Movistar, prolonge jusqu'en 2015. L'équipe navarraise s'assure, ainsi la présence d'une des révélations de la saison 2012, pour trois années. Le petit grimpeur de 55 kg pour 1,67 m a impressionné bon nombre d'observateurs ainsi Christian Prudhomme, directeur du Tour de France l'a désigné comme un futur vainqueur de son épreuve.
La presse spécialisée voit en lui le futur de l'équipe Movistar, pouvant même éclipser Valverde. Comme l'a montré son Tour d'Espagne, où il a semblé, parfois, plus fort que son leader, en montagne. Pour valider ces impressions et lever les doutes sur sa régularité et ses capacités dans les contre-la-montre, elle appelle de ses vœux une participation à un Grand tour en 2013, en tant que leader ou, tout au moins, en tant que coureur protégé.

### 2013:2edu Tour de France, consécration au plus haut niveau

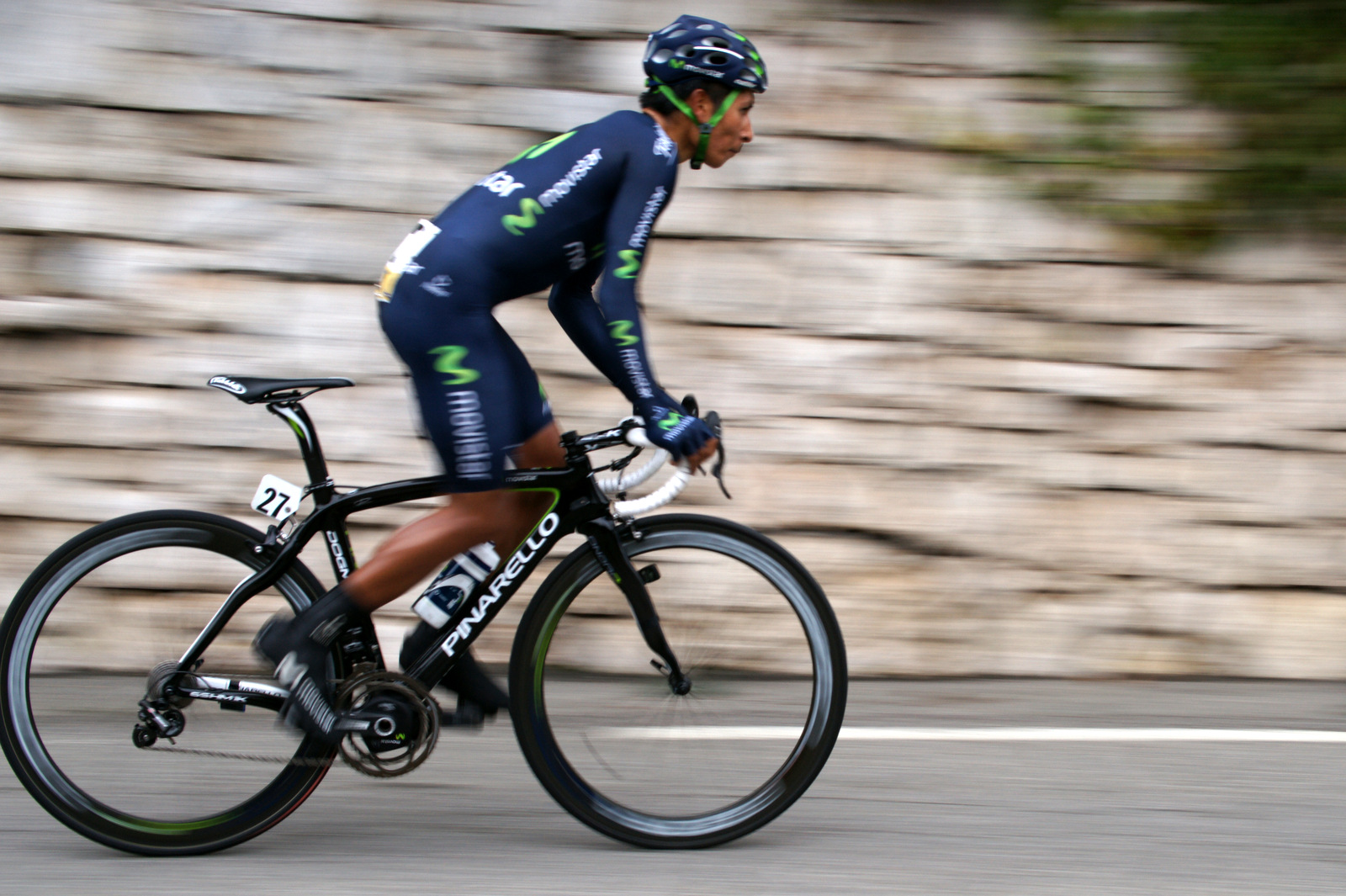
Nairo Quintana au col d'Eze Paris-Nice 2013

En 2013, Nairo Quintana reprend la compétition fin février en Espagne : il termine huitième de la troisième étape et septième du classement général sur la Ruta del Sol, puis se classe onzième du Tour de Murcie. Il se présente ensuite au départ de Paris-Nice parmi les favoris. Lors de la troisième étape, il figure dans le groupe qui termine à 7 secondes du vainqueur Andrew Talansky, mais se fait piéger le lendemain (il concède deux minutes au groupe maillot jaune). Il termine ensuite huitième en haut de la Montagne de Lure (5e étape) puis troisième du contre-la-montre final sur le col d'Èze, après avoir longtemps été en tête. Il se classe quinzième du classement général. Une semaine plus tard, il participe au Tour de Catalogne. Le premier jour, il termine dans le peloton, qui perd 28 secondes sur un groupe de 13 coureurs dont son leader Alejandro Valverde. Quintana remporte ensuite la troisième étape au sommet de Vallter 2000, devant Valverde. Ce dernier s'empare du maillot de leader, Quintana est sixième du classement général. Il se dit « très satisfait » de cette victoire et estime que Movistar « [a] montré qu'[elle était] une grande équipe ». Le lendemain, alors que Valverde abandonne, Quintana se classe 3e en haut du Port Ainé, et occupe le même rang au classement général. Il conserve sa place au classement après les 2 étapes suivantes. Lors de la dernière étape, Michele Scarponi, 5e au départ à 10 s de Quintana, termine 4e de l'étape et devance le peloton de 21 s. Il remonte ainsi à la 3e place du classement général, Quintana terminant du même coup 4e de ce Tour de Catalogne. Dès le lendemain, il part avec Valverde et leur directeur sportif José Luis Arrieta reconnaitre les étapes des Pyrénées du prochain Tour de France (8e et 9e étapes), ainsi que l'ascension finale de la 16e étape de la Vuelta. Il est satisfait de s'apercevoir que ce sont toutes "des ascensions avec des pourcentages suffisants et certaines comme Pailhères [sont] très longues, ce qui [le] favorise".

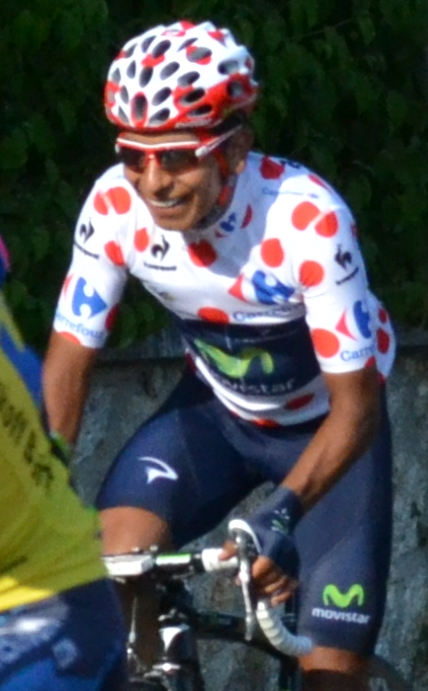
Nairo Quintana remporte le maillot à pois du Tour 2013.

Il prend ensuite part au Tour du Pays basque où, après avoir terminé dans le temps du vainqueur lors des deux premières étapes, il se classe 4e de la troisième étape, qui se terminait au sommet de La Lejana, à 8 secondes du vainqueur et nouveau leader, son compatriote Sergio Henao. Il s'impose ensuite lors de la 4e étape, sur les hauteurs d'Arrate, en devançant de peu un peloton composé des principaux favoris, dans des conditions difficiles. Lors de la 5e étape, il termine dans un petit groupe à 4 secondes de Richie Porte, qui remporte l'étape. Il termine ensuite 2e du contre-la-montre final autour de Beasain, ce qui lui permet de remporter le classement général de la course. Il devient ainsi le premier Colombien à remporter une épreuve de l'UCI World Tour ainsi que le Tour du Pays basque. Lors des classiques ardennaises, il abandonne sur l'Amstel Gold Race et se classe 59e de la Flèche Wallonne et 50e de Liège-Bastogne-Liège. Il choisit ensuite de passer deux mois dans la vereda familiale de La Concepción (dans la municipalité de Cómbita) pour préparer le Tour de France, qu'il abordera en soutien de Valverde. À la suite des ennuis techniques de ce dernier, Quintana, tenant une grande forme, deviendra le leader de la formation Movistar. Il termine alors 2e du Tour de France et remporte le maillot à pois de meilleur grimpeur ainsi que le maillot blanc de meilleur jeune.
Au sortir du Tour de France, il continue de briller puisqu'il s'impose, après sa victoire au sommet des Lagunas de Neila, dans le Tour de Burgos, qu'il est le deuxième colombien à remporter après Mauricio Soler en 2007.

### 2014: victoire au Tour d'Italie, désillusion sur le Tour d'Espagne

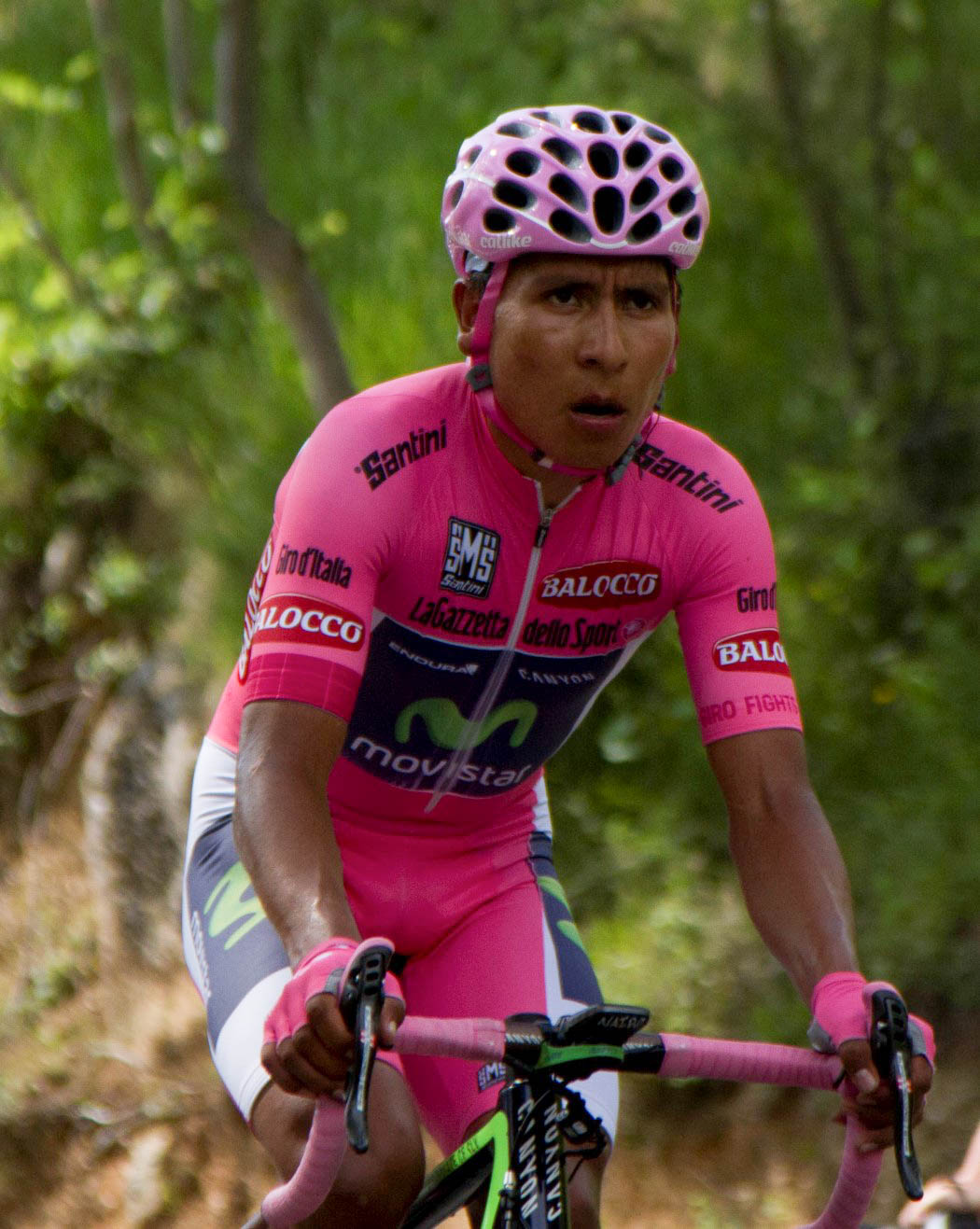
Avec le maillot rose sur le Tour d'Italie 2014.

En 2014, Nairo Quintana est rejoint au sein de l'équipe Movistar par son frère Dayer. Il commence la saison par une victoire sur le Tour de San Luis en Argentine . Il remporte ce tour de San Luis grâce à sa victoire obtenue au sommet de l'Alto del Amago. Dans l'optique du Tour d'Italie, il poursuit sa saison au Tirreno-Adriatico qui le voit se classer second avec deux minutes de retard sur Alberto Contador. Au Tour de Catalogne, il figure toujours aux premiers postes sans pouvoir contester Joaquim Rodriguez pour la victoire finale, occupant le 5e rang.
Au Tour d'Italie qu'il court pour la première fois, il s'empare du maillot rose après avoir remporté en solitaire la 16e étape, la plus difficile avec notamment le Stelvio au programme. Il conforte sa première place en gagnant la 19e étape, un contre-la-montre en côte, et remporte le Giro devant son compatriote Rigoberto Urán avec près de trois minutes d'avance. Il devient le premier Colombien à gagner un grand tour depuis Luis Herrera, qui avait remporté le Tour d'Espagne 1987.
Avant de prendre part au Tour d'Espagne où il est l'un des favoris avec Christopher Froome et Alberto Contador, il se prépare en disputant le Tour de Burgos. Il inscrit pour la deuxième fois son nom au palmarès de l'épreuve, en conservant son titre. Il s'impose avec trois secondes d'avance sur Daniel Moreno, grâce au contre-la-montre de la dernière étape.
Le contre-la-montre par équipes inaugural du Tour d'Espagne 2014 est remporté par son équipe Movistar. Quintana possède donc 19 secondes sur Alberto Contador, 27 sur Christopher Froome et 38 sur Joaquim Rodríguez. Lors de la 6e étape, première arrivée en altitude, il cède 12 secondes sur Froome et Contador et 4 secondes sur Rodríguez. Le Colombien est néanmoins deuxième du général, à 15 secondes de son coéquipier Alejandro Valverde. Quelques jours plus tard, lors de la 9e étape, il parvient, en compagnie de Rodríguez, à rattraper Contador, qui avait placé une attaque à 2,2 km de l'arrivée, et s'empare ainsi du maillot rouge de leader pour 3 secondes devant Contador et 8 secondes devant Valverde. Cependant, une erreur le fait chuter lors d'un virage alors qu'il roulait sur le contre-la-montre après un jour de repos. Sonné en tombant, il perd de précieuses minutes au classement général, ce qui lui fait quitter le Top 10. Le lendemain, victime d'une nouvelle chute, il est contraint à l'abandon. Atteint d'une fracture de l'omoplate droite avec déplacement, cette blessure nécessite une intervention chirurgicale et marque la fin de sa saison.

### 2015: deuxième du Tour de France

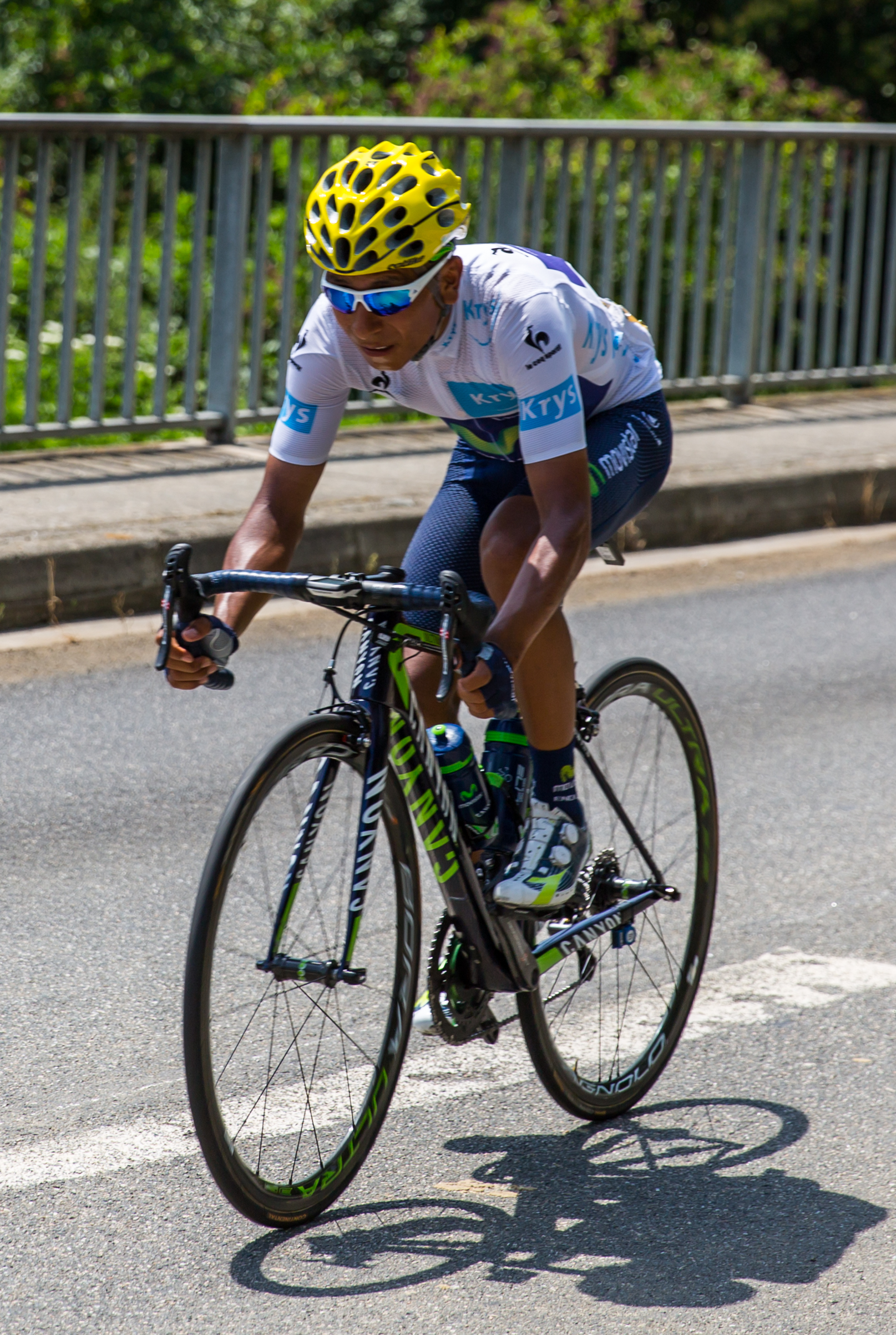
Avec le maillot blanc, lors de la 13e étape du Tour de France 2015.

Il reprend la compétition sur le Tour de San Luis, où il se classe troisième du classement général. Il remporte en mars Tirreno-Adriatico grâce à une attaque décisive dans le mont Terminillo au terme de la cinquième étape, sous la neige. Il décide ensuite de prendre part aux Classiques belges À Travers les Flandres et au Grand Prix E3 afin de s'habituer à rouler sur les pavés en situation de course, car la quatrième étape du Tour de France en contiendra.
Il termine quatrième du Tour du Pays basque et huitième du Tour de Romandie. Il est distancé par Alberto Contador sur la Route du Sud dans la descente du port de Balès vers Luchon et termine second. C'est à la même place qu'il termine le Tour de France, cette fois-ci derrière Christopher Froome qui obtient une avance décisive lors de l'arrivée à La Pierre Saint-Martin. Nairo Quintana l'attaque dans les Alpes à La Toussuire puis l'Alpe d'Huez et parvient à lui reprendre du temps mais pas suffisamment pour détrôner le coureur britannique. Comme en 2013, il remporte le classement du meilleur jeune du Tour de France.

### 2016: victoire sur laVueltaet troisième du Tour
Comme la saison dernière, il reprend la saison au Tour de San Luis en terminant troisième de l'épreuve remporté par son jeune frère et coéquipier Dayer. Il remporte ensuite le Tour de Catalogne devant Alberto Contador et Daniel Martin. Tandis qu'il avait fait du Tour de France son principal objectif de la saison, il s'avère décevant. Il finit seulement à la troisième place alors que le tracé du Tour était très montagneux (son domaine de prédilection). Jamais dans ce tour de France, il n'arrive à inquiéter Christopher Froome. Certains observateurs pour expliquer la mauvaise performance de Quintana pointent sa mauvaise préparation. Quintana déclare forfait pour les Jeux Olympiques de Rio. Il s'aligne ensuite sur la Vuelta où il s'empare du maillot rouge de leader, à l'issue de la huitième étape à La Camperona, devant Alejandro Valverde et Christopher Froome. Il perd son maillot le lendemain à la suite d'une échappée de David de La Cruz mais reprend le maillot rouge grâce à une victoire aux lacs de Covadonga. Avec cette victoire, il entre dans le cercle des vainqueurs d'étapes sur les trois grands tours. Lors de la 15e étape à Aramón Formigal, il consolide son maillot en distançant Christopher Froome, piégé en début d'étape par une offensive d'Alberto Contador. Il le conserve jusqu'à Madrid. En fin d'année, il est classé 2e du classement World Tour et 4e du Classement mondial UCI.

### 2017: deuxième duGiroet échec sur le Tour de France
En décembre 2016, il confirme qu'il viserait à la fois le Tour d'Italie et le Tour de France en 2017. En mars, il décroche la victoire au classement général de Tirreno-Adriatico pour la deuxième fois en trois ans. Il prend la tête de la course après avoir remporté la quatrième étape, l'étape reine au sommet du Mont Terminillo. Il conserve la tête jusqu'à la fin de la course, où il devance finalement de 25 secondes Rohan Dennis.
Lors du Tour d'Italie, il gagne la neuvième étape, au sommet du Blockhaus, 24 secondes devant Thibaut Pinot et Tom Dumoulin. Il prend à la même occasion la tête du classement général. Cependant, il ne termine que 23e de l'étape suivante, un contre-la-montre individuel de 39,8 kilomètres. Il perd la tête du général au profit de Dumoulin, vainqueur de l'étape avec près de trois minutes de marge sur Quintana. Dumoulin remporte la 14e étape, qui comporte une arrivée au sommet du Santuario di Oropa et renforce son avance sur Quintana de 14 secondes supplémentaires. Lors de la 16e étape, Dumoulin a éprouvé des problèmes d'estomac et doit s'arrêter au pied du col de l'Umbrail. Aucun des autres prétendants n'a attendu Dumoulin et il termine à plus de deux minutes du vainqueur de l'étape Vincenzo Nibali, avec une avance sur Quintana réduite à seulement 31 secondes. Dumoulin défend son avance jusqu'à l'arrivée au sommet de la 19e étape à Piancavallo, où il franchit la ligne d'arrivée plus d'une minute derrière Quintana, qui récupère le maillot rose. Quintana augmente son avance de quinze secondes de plus le lendemain sur Dumoulin. Lors de la dernière étape, un contre-la-montre individuel de 29 kilomètres entre Monza à Milan, Quintana ne peut résister au retour de Tom Dumoulin. Il termine finalement deuxième du général à 37 secondes de ce dernier, anéantissant ses espoirs de remporter un doublé Giro-Tour.
Présent sur le Tour de France, il perd du temps lors des deux premières étapes de montagne. Il en perd à nouveau lors de la 12e étape, terminant à plus de deux minutes du vainqueur de l'étape Romain Bardet au col de Peyresourde, ce qui le pousse à changer de stratégie et tenter des échappées lointaines. Il termine finalement 12e au classement général, avec plus de 15 minutes de retard sur le vainqueur Christopher Froome.

### 2018: victoire d'étape mais déception sur le Tour
L'objectif principal de la saison 2018 de Quintana est le Tour de France. Il termine deuxième de la nouvelle course par étapes colombienne, Colombia Oro y Paz. Sa première course en Europe est le Tour de Catalogne, dans laquelle il prend la deuxième place derrière son coéquipier Alejandro Valverde. Pour préparer l'étape pavée du Tour, il choisit de courir À travers les Flandres et termine la course en 60e position. Une semaine plus tard, il participe au Tour du Pays basque, où il se hisse à la 5e place du classement général à l'issue de la dernière étape. Il se prépare ensuite pour le Tour en allant dans un camp d'altitude et reprend la compétition sur le Tour de Suisse. Lors de la 7e étape à Arosa, il attaque à 30 kilomètres de l'arrivée et rejoint l'échappée. l parvient à les lâcher et conserve de l'avance sur le peloton pour remporter sa première victoire de la saison. Il se replace également à la deuxième place du général avant le dernier contre-la- montre individuel de 34 kilomètres. Après celui-ci, il prend finalement la troisième place du classement général derrière Richie Porte et Jakob Fuglsang.
Lors de la première étape du Tour de France, il est victime d'une crevaison à 3,5 kilomètres de la ligne d'arrivée. Il perd 1 minute et 15 secondes par rapport aux autres prétendants au classement général. La situation a également suscité un débat car aucun coéquipier de l'équipe Movistar n'était là pour l'aider, à l'exception d'Andrey Amador dans le dernier kilomètre. Movistar se classe 10e du contre-la-montre par équipes de la troisième étape, perdant près d'une minute face à BMC Racing et à la Team Sky. Quintana réussit à terminer avec les autres prétendants au classement général lors de la première arrivée difficile de la sixième étape vers Mûr-de-Bretagne. Il passe ensuite sans encombre l'étape pavée, mais lorsque le peloton atteint les Alpes, il commence à perdre du temps. Il accumule un retard de plus de 4 minutes avant les Pyrénées. Mais lors de la 17e étape, très courte mais très pentue et menant au col de Portet, il attaque à 15 kilomètres de l'arrivée et distance tous les favoris pour s'imposer en solitaire. Il revient dans la course au podium, cinq ans après son dernier succès d'étape sur la Grande Boucle. Mais, handicapé par une chute le lendemain, il perd beaucoup de temps dans la montée du Col d'Aubisque et termine finalement dixième au classement général final.
Il participe ensuite au Tour d'Espagne et se montre être le meilleur coureur du classement général lors de la 13e étape vers La Camperona. Cependant, sa forme se détériore et lorsque la course a atteint la troisième semaine, il chute du podium après le contre-la-montre de la 16e étape. Il perd encore plus de temps le lendemain à Balcon de Bizkaia. Lors de la 19e étape, il est 6e au général et doit attaquer pour renverser la course. Il lance une offensive quasiment dès le début de la montée finale, mais Thibaut Pinot et Simon Yates attaquent et comblent l'écart. Il est repris et ne peut pas suivre leur rythme et finit par rouler en soutien de Valverde. Il se classe finalement huitième du général.

### 2019: dernière année conflictuelle chez Movistar

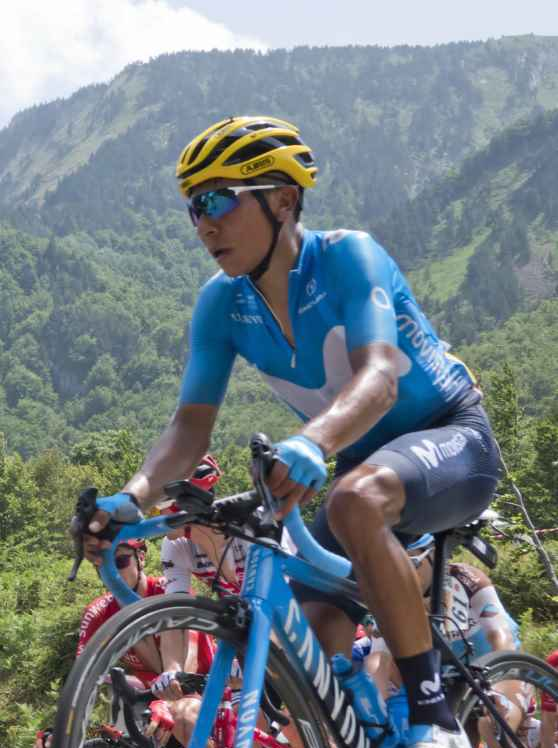
Quintana lors du Tour de France 2019

Nairo Quintana reprend la compétition au Tour de San Juan, où il prend la 8e place. Il enchaîne ensuite avec le Tour Colombia, dont il prend la 5e place après s'être imposé sur l'étape reine devant Iván Sosa et Miguel Angel Lopez. En mars, il participe à Paris-Nice. Lors de l'arrivée au col de Turini, il est le seul à pouvoir suivre Egan Bernal et atteint la troisième place du classement général. Quintana attaque dès la côte de Peille pendant la dernière étape mais n'arrive pas à reprendre assez de temps pour remporter l'épreuve. Il prend donc la deuxième place finale de Paris-Nice, 39 secondes derrière Egan Bernal. Il prend ensuite la quatrième place du Tour de Catalogne, avant d'opérer une longue coupure en vue du Tour de France. Il fait du Tour son principal objectif comme souvent ces dernières années. Alors qu'il connaît un début de Tour difficile très loin des favoris (à plus d'un quart d'heure du leader Alaphilippe), il s'impose lors de la 18ème étape et opère un rapprochement au classement général. Son attaque dans le col du Galibier laisse loin derrière ses compagnons d'échappée et il finit par franchir la ligne d'arrivée bien avant Romain Bardet qui n'a pas pu le rattraper. Toutefois, son rapprochement au classement général aurait pu être plus grand si sa propre équipe n'avait pas assuré derrière lui la poursuite des échappés. À la fin du Tour de France, son père et agent annonce qu'il pourrait s'engager pour l'équipe Arkéa-Samsic. Aligné au Tour d'Espagne avec Alejandro Valverde, il s'impose lors de la deuxième étape, piégeant les favoris dont notamment Roglič et Urán relégués à 5 secondes. Il porte le maillot de leader rouge lors de la neuvième étape et termine finalement la course à la quatrieme place de cette Vuelta.
Le 2 septembre 2019, Nairo Quintana s'engage officiellement avec l'équipe française Arkéa-Samsic pour une durée de trois ans, en compagnie de son frère Dayer, de son compatriote Winner Anacona et de l'Italien Diego Rosa, chargés de l'épauler sur les grands Tours. Le 16 septembre, il termine quatrième de la Vuelta, à 1 min du podium, pour sa dernière course sous les couleurs de Movistar, avec qui il aura passé huit saisons et remporté deux grands Tours en 2014 et 2016.

### 2020-2022: chez Arkéa-Samsic

#### 2020: désillusion sur le Tour de France et suspicions de dopage
Sa première année avec Arkéa-Samsic commence positivement. En février, il s'adjuge le classement général du Tour de la Provence après avoir remporté la troisième étape arrivant au chalet Reynard, sur les pentes du Mont Ventoux. Il enchaîne par un nouveau succès au col d'Eze sur le Tour des Alpes-Maritimes et du Var et s'adjuge également le général. Il est au départ de Paris-Nice en tant que favori, mais il chute lors de la deuxième étape, perd près de deux minutes et toute chance de remporter la compétition. Toutefois, il attaque dans l'ultime ascension de la dernière étape et s'impose au sommet. Il se classe finalement sixième au classement général, mais les courses sont suspendues en raison de la pandémie de Covid-19.
En juillet il se fait renverser par une voiture à l'entrainement et sera contraint à 2 semaines de repos. Pour son retour en Europe, il se classe huitième du Mont Ventoux Dénivelé Challenges puis troisième du Tour de l'Ain derrière Primož Roglič et Egan Bernal. Engagé sur le Tour de France comme leader de son équipe, il est longtemps placé en embuscade au classement général, malgré deux chutes dans les premiers jours. Il tente d'attaquer dans les Pyrénées sans parvenir à distancer les favoris et notamment Roglič. Il chute à nouveau dans la treizième étape. En dernière semaine, il abandonne tout espoir de victoire finale et de podium en étant distancé dans l'étape du Grand Colombier, puis dans le Col de la Loze le jour suivant. Il termine seulement 17e du classement général à 1 heure, sa pire performance sur la course.
Le lendemain de l'arrivée à Paris, le parquet de Marseille annonce diligenter une enquête préliminaire sur des pratiques potentiellement dopantes au sein de l'équipe Arkéa-Samsic concernant les trois coureurs colombiens de l'équipe (dont Nairo Quintana) et deux encadrants (le médecin et le kiné attitrés de Nairo Quintana). Nairo Quintana nie toute pratique dopante. Son médecin sera condamné par la justice française en 2025 pour détention et administration d'une substance ou méthode interdite. Il fait appel.
Au cours de l'automne 2020, il se fait opérer des deux genoux à Lyon. Il fait son retour à la compétition en février 2021 sur le Tour des Alpes-Maritimes et du Var.

#### 2021: maillot à pois pendant quelques jours sur le Tour de France
Lors du Tour des Asturies, Nairo Quintana s'impose en solitaire lors de la première étape et conserve le maillot de leader jusqu'à la fin de la compétition. Il devance au général Antonio Pedrero et Pierre Latour.
Durant le Tour de France, Nairo Quintana s'empare du maillot à pois de meilleur grimpeur lors de la 9e étape reliant Cluses à Tignes et le conserve jusqu'à la 14e étape où il est devancé par Michael Woods. Il finit ce Tour de France à la vingt-huitième position à 1 h 33 du vainqueur Tadej Pogačar et cinquième du classement du meilleur grimpeur, remporté également par le Slovène.

#### 2022: disqualification du Tour de France et départ d'Arkéa-Samsic

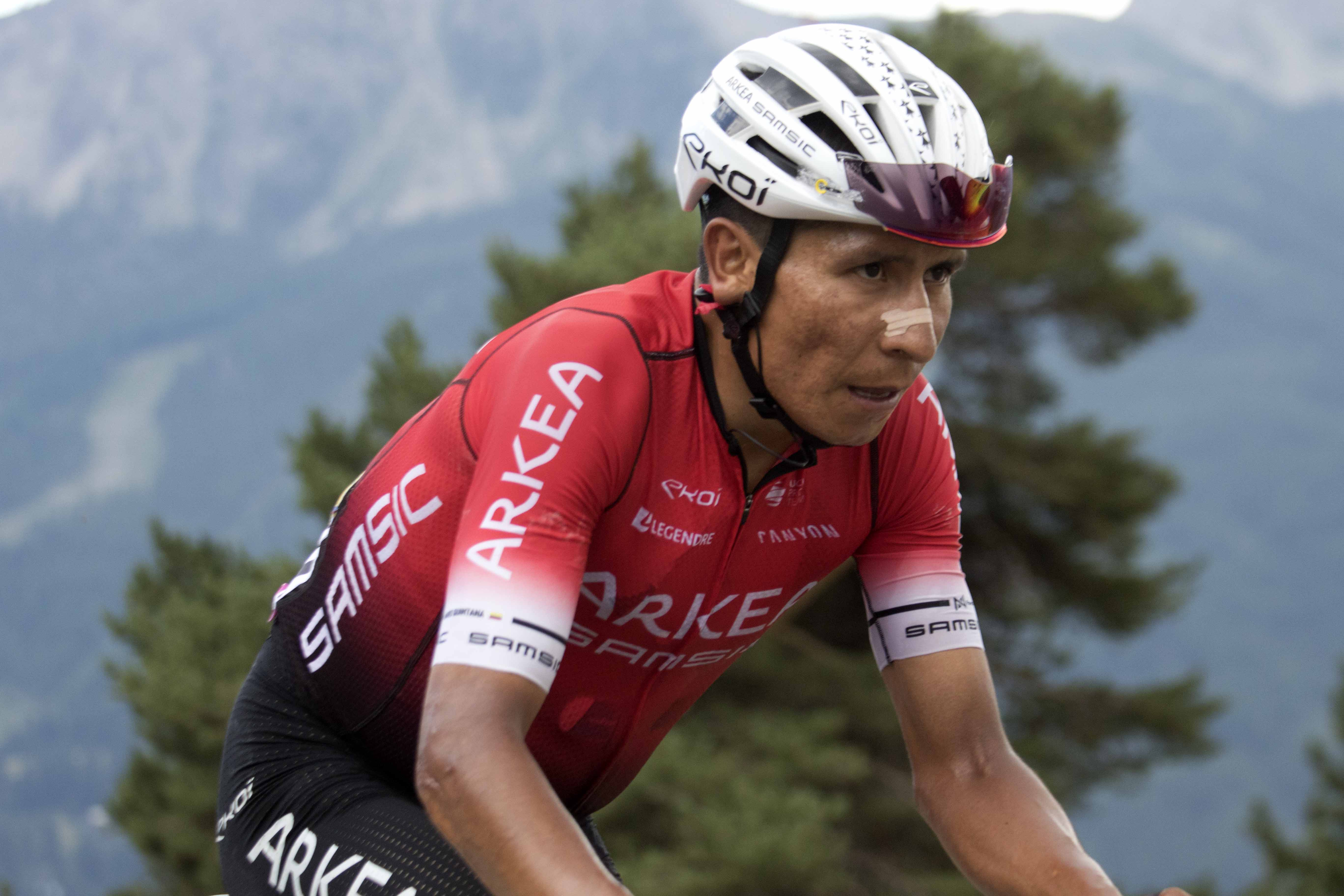
Nairo Quintana durant le Tour de France 2022

Pour sa première course de la saison, Nairo Quintana remporte la dernière étape et le général du Tour de la Provence, ayant devancé Julian Alapahilippe et Mattias Skjelmose.Quelques jours plus tard, le Colombien s'adjuge également le général du Tour des Alpes-Maritimes et du Var, devant Tim Wellens et Guillaume Martin et la dernière étape en prime. Il poursuit sa saison par Paris-Nice, où il arrive avec des ambitions au général, où il finit 5e puis par le Tour de Catalogne, 4e après avoir porté le maillot de leader.
Sélectionné pour le Tour de France, il ambitionne un nouveau podium, lui qui n'a pas figuré sur un podium de grand tour depuis 2017. Lors de la 11e étape, il finit deuxième au col du Granon derrière le nouveau maillot jaune Jonas Vingegaard. Il termine l'épreuve à la sixième place du classement général avant d'être finalement disqualifié par l'Union cycliste internationale le 17 août 2022 en raison de deux contrôles positifs au tramadol, substance non-dopante mais interdite par la fédération. Il fait appel de sa disqualification auprès du Tribunal arbitral du sport le 26 août 2022 mais ce dernier rejette le recours le 3 novembre 2022, confirmant ainsi la décision de l'UCI.

### 2023-2025: une année sans équipe, puis un retour discret chez Movistar
Nairo Quintana quitte l'équipe Arkéa-Samsic. Il est sans équipe pour la saison 2023. L'équipe Movistar le reprend en 2024.
Il commence sa saison par les championnats de Colombie puis le Tour Colombia. À l'issue de cette épreuve, se sentant malade, il apprend qu'il est affecté par le Covid-19, ce qui l'oblige à retarder sa reprise des courses en Europe, initialement prévue à l'occasion du Gran Camiño à la fin du mois de février. Il reprend finalement la compétition le 18 mars au Tour de Catalogne où il chute lors de la dernière étape. Blessé à une clavicule et au sternum à cette occasion, il ne court pas en avril. Il figure dans la sélection de Movistar pour le Tour d'Italie dont le départ a lieu le 4 mai. Il retrouve une bonne forme à l'occasion de la quinzième étape, où, membre de l'échappée il finit deuxième, seulement devancé par Tadej Pogačar. Présent ensuite au Tour de Suisse, il chute durant la deuxième étape. Atteint d'une fracture non déplacée du quatrième métacarpien de la main droite, il ne prend pas le départ le lendemain. En deuxième partie de saison, il participe au  Tour d'Espagne  et aux classiques italiennes, avec une 16e place au Tour de Lombardie comme meilleur performance.
Son début de saison 2025 se déroule dans la discrétion, sans résultat notable.

### Dopage: contrôles positifs, médecin condamné par la justice française
Nairo Quintana est soupçonné de dopage à plusieurs reprises au cours de sa carrière.
En septembre 2020, sa chambre et celles de son kiné, de son médecin, de son coéquipier Winner Anacona et les véhicules de son équipe Arkéa-Samsic sont perquisitionnés. Selon le journal Le Télégramme, les agents « de l‘Office central de lutte contre les atteintes à l’environnement et à la santé publique (Oclaesp) découvrent beaucoup de compléments alimentaires, de la caféine, et, surtout, un système de perfusion, du matériel d’injection (en nombre), plusieurs poches de sérum physiologique et un garrot. Sur ce dernier, les ADN du docteur Gonzales Torres et des frères Quintana ont été détectés. » Le médecin de Nairo Quintana, Fredy Alexander Gonzales Torres, a été jugé pour « détention d’une substance ou méthode interdite aux fins d’usage par un sportif sans justification médicale » et « administration ou application à un sportif, en l’espèce Nairo et Dayer Quintana, sans justification médicale, d’une substance ou méthode interdite dans le cadre d’une manifestation sportive. » Le 2 avril 2025, le tribunal l'a reconnu coupable de détention et d'administration de substance interdite aux frères Quintana. Ce médecin a été condamné à six mois de prison avec sursis et 15 000 euros d'amende. Son avocat a annoncé son intention de faire appel.
Nairo Quintana est contrôlé positif au tramadol (substance non-dopante mais interdite) lors du Tour de France 2022. Pour cette raison, l'UCI le disqualifie de cette épreuve. En 2025, son médecin a été condamné pour avoir détenu et utilisé des méthodes interdites auprès de Nairo Quintana et son frère Dayer lors du Tour de France 2020. Du matériel de perfusion et des médicaments avaient été saisis.

### Vie privée et intérêts extra-sportifs
Il soutient une campagne pour promouvoir l'égalité des femmes dans sa région natale de Boyacá et agit en tant qu'ambassadeur de l'UNICEF.
En 2021, Nairo Quintana, apparaît dans l'édition colombienne de The Masked Singer déguisé en caméléon avec la chanson The Rhythm of the Night du groupe Corona. Il n’est pas reconnu par le jury.

## Palmarès, résultats et distinctions

### Palmarès
| - 2009 - Champion de Colombie du contre-la-montre espoirs - 2e de la Coppa 29 Martiri di Figline di Prato - 2010 - Tour de l'Avenir : - Classement général - 6e et 7e (contre-la-montre) étapes - 2e de la Vuelta al Valle del Cauca - 2012 - Tour de Murcie : - Classement général - 1re étape - 6e étape du Critérium du Dauphiné - Route du Sud : - Classement général - 3e étape - 1re étape du Tour d'Espagne (contre-la-montre par équipes) - Tour d'Émilie - 2e du Tour de la communauté de Madrid - 2013 - 3e étape du Tour de Catalogne - Tour du Pays basque : - Classement général - 4e étape - Tour de France : - Classement du meilleur grimpeur - Classement du meilleur jeune - 20e étape - Tour de Burgos : - Classement général - 5e étape - 2e du Tour de France - 4e du Tour de Catalogne - 2014 - Tour de San Luis : - Classement général - 4e étape - Tour d'Italie : - Classement général - Classement du meilleur jeune - 16e et 19e (contre-la-montre) étapes - Tour de Burgos : - Classement général - 3e étape - 1re étape du Tour d'Espagne (contre-la-montre par équipes) - 2e de Tirreno-Adriatico - 5e du Tour de Catalogne - 2015 - Tirreno Adriatico : - Classement général - 5e étape - Classement du meilleur jeune du Tour de France - 2e de la Route du Sud - 2e du Tour de France - 3e du Tour de San Luis - 4e du Tour du Pays basque - 4e du Tour d'Espagne - 8e du Tour de Romandie - 2016 - Classement général du Tour de Catalogne - Tour de Romandie : - Classement général - 2e étape - Route du Sud : - Classement général - 3e étape (contre-la-montre) - Tour d'Espagne : - Classement général - Classement du combiné - 10e étape - 3e du Tour de San Luis - 3e du Tour du Pays basque - 3e du Tour de France | - 2017 - Tour de la Communauté valencienne: - Classement général - 4e étape - Tirreno Adriatico : - Classement général - 4e étape - Tour des Asturies : - Classement général - 2e étape - 9e étape du Tour d'Italie - 2e du Tour des Asturies - 2e du Tour d'Italie - 9e du Tour de Lombardie - 2018 - 7e étape du Tour de Suisse - 17e étape du Tour de France - 2e du Colombia Oro y Paz - 2e du Tour de Catalogne - 3e du Tour de Suisse - 5e du Tour du Pays basque - 8e du Tour d'Espagne - 10e du Tour de France - 2019 - 6e étape du Tour Colombia - 18e étape du Tour de France - 2e étape du Tour d'Espagne - 2e de Paris-Nice - 3e de la Coupe d'Espagne - 4e du Tour de Catalogne - 4e du Tour d'Espagne - 8e du Tour de France - 9e du Critérium du Dauphiné - 2020 - Tour de La Provence : - Classement général - 3e étape - Tour des Alpes-Maritimes et du Var : - Classement général - 2e étape - 7e étape de Paris-Nice - 2e du championnat de Colombie contre-la-montre - 3e du Tour de l'Ain - 6e de Paris-Nice - 2021 - Tour des Asturies : - Classement général - 1re étape - 2022 - Tour de La Provence : - Classement général - 3e étape - Tour des Alpes-Maritimes et du Var : - Classement général - 3e étape - 4e du Tour de Catalogne - 5e de Paris-Nice - 6e du Tour de France - 2023 - 3e du championnat de Colombie sur route |  |

### Résultats sur les grands tours

#### Tour de France
9 participations
- 2013 : 2e, vainqueur du  classement du meilleur jeune, vainqueur du  classement du meilleur grimpeur, vainqueur de la 20e étape
- 2015 : 2e, vainqueur du  classement du meilleur jeune
- 2016 : 3e
- 2017 : 12e
- 2018 : 10e, vainqueur de la 17e étape
- 2019 : 8e, vainqueur de la 18e étape
- 2020 : 17e
- 2021 : 28e
- 2022 : disqualifié[88] (6e)

#### Tour d'Italie
4 participations
- 2014 :  Vainqueur du classement général,  vainqueur du classement du meilleur jeune et des 16e et 19e étapes,  maillot rose pendant 6 jours
- 2017 : 2e, vainqueur de la 9e étape,  maillot rose pendant 3 jours
- 2024 : 19e
- 2025 : 25e

#### Tour d'Espagne
7 participations
- 2012 : 36e, vainqueur de la 1re étape (contre-la-montre par équipes)
- 2014 : abandon (11e étape), vainqueur de la 1re étape (contre-la-montre par équipes),  maillot rouge pendant 1 jour
- 2015 : 4e
- 2016 :  Vainqueur du classement général,  vainqueur du classement du combiné et de la 10e étape,  maillot rouge pendant 13 jours
- 2018 : 8e
- 2019 : 4e, vainqueur de la 2e étape,  maillot rouge pendant 1 jour
- 2024 : 31e

### Classements mondiaux
| Année                                 | 2009 | 2010 | 2011 | 2012 | 2013 | 2014 | 2015 | 2016 | 2017 | 2018 | 2019 | 2020 | 2021 | 2022 | 2023  | 2024 |
| ------------------------------------- | ---- | ---- | ---- | ---- | ---- | ---- | ---- | ---- | ---- | ---- | ---- | ---- | ---- | ---- | ----- | ---- |
| UCI World Tour                        |      |      |      | 176e | 8e   | 6e   | 3e   | 2e   | 13e  | 22e  |      |      |      |      |       |      |
| Classement mondial                    |      |      |      |      |      |      |      | 4e   | 13e  | 26e  | 21e  | 43e  | 64e  | 63e  | 1002e | 323e |
| UCI Europe Tour                       | 790e | 251e | nc   |      |      |      |      | 273e | 80e  | 939e |      |      |      |      |       |      |
| UCI America Tour                      | nc   | nc   | nc   |      |      |      |      | 45e  | nc   | 34e  | 2e   | 5e   | 6e   | 7e   | nc    | 32e  |
|                                       |      |      |      |      |      |      |      |      |      |      |      |      |      |      |       |      |
| Légende : nc = non classéSource : UCI |      |      |      |      |      |      |      |      |      |      |      |      |      |      |       |      |

### Distinctions
- Vélo d'or Espoirs : 2013
- Sportif colombien de l'année en 2013[104]